# فاليري خودمتشوك
فاليري إيليتش خودمتشوك (24 مارس 1951- 26 أبريل 1986) مهندسًا سوفيتيًا ومشغل المضخة الدورانية الليلية في محطة تشيرنوبيل للطاقة، وأول ضحية لكارثة تشيرنوبيل.

## سيرة شخصية
ولد فاليري خودمتشوك في 24 مارس 1951 في كروفنيا، إيفانكيف رايون، كييف أوبلاست. بدأ حياته المهنية في محطة تشيرنوبيل للطاقة النووية في سبتمبر 1973. أثناء سنواته الأولى في تشيرنوبيل، شغل منصب مهندس المراجل، كبير مهندسي المراجل في ورشة الاتصالات الحرارية وتحت الأرض، مشغل المجموعة السادسة. المشغل الرئيسي للمجموعة 7 من مضخة الدوران الرئيسية للوحدة الرابعة لورشة المفاعل.
في ليلة 26 أبريل 1986، كان فاليري في واحدة من غرف محرك مضخة الدوران الرئيسي في مبنى المفاعل 4. تم إرساله إلى غرفة المحرك للإبلاغ عن نتائج اختبار السلامة للمشغلين. في حوالي الساعة 1:23 صباحًا (بتوقيت موسكو)، وقعت سلسلة من الانفجارات القوية في المفاعل الرابع. دمرت الانفجارات المفاعل والمبنى المحيط به، بما في ذلك قاعات المضخات الدورانية الرئيسية. كان فاليري خودمتشوك أول شخص يموت في كارثة تشيرنوبيل لأنه توفي فورًا عندما انفجر المفاعل رقم 4.
لم يتم العثور على جسده مطلقًا واختفى بشكل تام تحت المفاعل.

## التقدير
في عام 2008، حصل فاليري بعد وفاته على وسام الدرجة الثالثة للشجاعة من فيكتور يوشينكو، رئيس أوكرانيا آنذاك.

## وصلات خارجية
- زيارة داخل موقع تشيرنوبل عام 2016.